# Lipová (Nitra)
|  | Per a altres significats, vegeu «Lipová». |

Lipová és un poble i municipi d'Eslovàquia que es troba a la regió de Nitra, al sud-oest del país, prop dels rius Nitra i Hron (conca hidrogràfica del Danubi) i de la frontera amb Hongria.

## Història
La primera menció escrita de la vila es remunta al 1156.

## Demografia
| Godina             | 1994 | 2004   | 2014   | 2024   |
| ------------------ | ---- | ------ | ------ | ------ |
| Nombre de persones | 1608 | 1599   | 1546   | 1519   |
| Diferència         |      | −0,55% | −3,31% | −1,74% |

| Godina             | 2023 | 2024   |
| ------------------ | ---- | ------ |
| Nombre de persones | 1527 | 1519   |
| Diferència         |      | −0,52% |